# Noll att förlora
Noll att förlora (originaltitel: Less Than Zero) är en amerikansk film från 1987 i regi av Marek Kanievska. Manuset är baserat på romanen med samma namn av Bret Easton Ellis.

## Medverkande (i urval)
- Andrew McCarthy - Clay Easton
- Jami Gertz - Blair
- Robert Downey, Jr. - Julian Wells
- James Spader - Rip
- Nicholas Pryor - Benjamin Wells
- Tony Bill - Bradford Easton
- Donna Mitchell - Elaine Easton
- Michael Bowen - Hop
- Sarah Buxton - Markie
- Jayne Modean - Cindy
- Lisanne Falk - Patti
- Michael Greene - Robert Wells
- Brad Pitt - (okrediterad)
- Christopher Maleki - (okrediterad)
- Jackie Swanson - (okrediterad)